# Gary Trousdale
Gary Trousdale, de son vrai nom Gary A. Trousdale, est un réalisateur, scénariste, acteur, animateur et storyboardeur américain né le 8 juin 1960 à La Crescenta-Montrose, en Californie, aux (États-Unis).

## Filmographie

### Réalisateur
- 1989 : Cranium Command
- 1991 : La Belle et la Bête coréalisé avec Kirk Wise
- 1996 : Le Bossu de Notre-Dame coréalisé avec Kirk Wise
- 2001 : Atlantide, l'empire perdu coréalisé avec Kirk Wise
- 2005 : Les Pingouins de Madagascar
- 2007 : Joyeux Noël Shrek !
- 2010 : Shrek, fais-moi peur ! coréalisé avec Raman Hui
- 2011 : Thriller Night
- 2011 : The Pig Who Cried Werewolf
- 2014 : Rocky and Bullwinkle

### Scénariste
- 1988 : Oliver et Compagnie
- 1994 : Le Roi lion
- 2001 : Atlantide, l'empire perdu
- 2003 : Les Énigmes de l'Atlantide
- 2007 : Joyeux Noël Shrek !
- 2010 : Shrek, fais-moi peur !
- 2011 : The Pig Who Cried Werewolf

### Comme acteur
- 1996 : Le Bossu de Notre-Dame : Le vieil hérétique
- 2000 : Bob's Video : Député Iwerks
- 2007 : Joyeux Noël Shrek ! : le Père Noël

### Animateur
- 1982 : Stanley, the Ugly Duckling
- 1985 : Hoomania
- 2005 : Madagascar

### Storyboardeur
- 1989 : La Petite Sirène
- 1990 : Le Prince et le Pauvre
- 1990 : Bernard et Bianca au pays des kangourous
- 2009 : Waking Sleeping Beauty